# Calaphis betulella
Calaphis betulella är en insektsart som beskrevs av Walsh 1863. Calaphis betulella ingår i släktet Calaphis och familjen långrörsbladlöss. Inga underarter finns listade i Catalogue of Life.